# Deretrachys montanus
Deretrachys montanus är en skalbaggsart som först beskrevs av Friedrich F. Tippmann 1953.  Deretrachys montanus ingår i släktet Deretrachys och familjen långhorningar. Inga underarter finns listade i Catalogue of Life.